# Giovanni Antonini
Giovanni Antonini (ur. 1965 w Mediolanie) – włoski dyrygent, założyciel Il Giardino Armonico, cenionego zespołu instrumentalistów wykonującego muzykę dawną.
Studiował grę na flecie w Civica Scuola di Musica w Mediolanie i Centre de Musique Ancienne w Genewie. Po ukończeniu studiów występował między innymi z takimi artystami jak Gustav Leonhardt, Christophe Coin czy Katia i Marielle Labèque. Koncertował w Europie, Ameryce Północnej i Azji.
W 1985 stał się jednym z założycieli Il Giardino Armonico, włoskiego zespołu instrumentalistów koncentrującego się na wykonaniach muzyki dawnej z wykorzystaniem instrumentów z epoki. Il Giardino Armonico był z pierwszych zespołów z nurtu wykonawstwa historycznego. Przyczynił się do istotnego zwiększenia zainteresowania taką formą prezentacji muzyki. Antonini od 1989 pełnił w nim funkcję dyrygenta i solisty, grając na barokowym flecie poprzecznym. Ich wspólne nagrania dla wytwórni Teldec i Decca zdobyły szereg prestiżowych wyróżnień, m.in.: Diapason d’Or, Choc de la Musique, Grand Prix des Discophiles, Gramophone Award, Echo-Preis, Cecila Award, Fondazione Cini Award, Vivaldi Record Prize czy Grammy (za album z nagraniami Vivaldiego z udziałem Cecilii Bartolii).
Koncertował jako dyrygent gościnny z takimi orkiestrami jak: Basel Kammerorchester, Camerata Academica z Salzburga, Scottish Chamber Orchestra, Deutsche Kammerphilharmonie Bremen, Orchestra of the Age of Enlightenment, Orquesta National de Madrid, Orkiestra Gewandhaus w Lipsku czy Berliner Philharmoniker.
W czerwcu 2011 podpisał umowę z festiwalem Wratislavia Cantans. Jest jego dyrektorem artystycznym od edycji w roku 2013.